# Orłowec (miejscowość)
Orłowec (bułg. Орловец) – wieś w Bułgarii, w obwodzie Wielkie Tyrnowo, w gminie Połski Trymbesz. W 2024 roku liczyła 516 mieszkańców.